# Tyto castanops
Tyto castanops (officiellt svenskt trivialnamn saknas) är en fågel i familjen tornugglor inom ordningen ugglefåglar. Den betraktas oftast som underart till masktornuggla (Tyto novaehollandiae). Taxonet förekommer enbart på Tasmanien samt närliggande öarna Maria och Maatsuyker. IUCN betraktar den inte som god art och placerar den därför inte i någon hotkategori.